# École supérieure des techniques aéronautiques et de construction automobile
École supérieure des techniques aéronautiques et de construction automobile (ESTACA) je francuski inženjerski fakultet osnovan 1925. godine.
ESTACA je privatna škola koja školuje inženjere specijalizirane za područja prometa. Uz aktivnosti osposobljavanja, škola provodi i primijenjena istraživanja u aeronautici, automobilizmu, svemiru, vođenom transportu i pomorstvu.
Smještena u Montigny-le-Bretonneuxu i Lavalu, škola je priznata od strane države. 25. rujna 2012. pridružio se Groupe ISAE.

## Poznati maturanti
- Jean-Pierre Beltoise, bivši francuski vozač motociklističkih i automobilističkih utrka

## Vanjske poveznice
- ESTACA